# Stor-Valtjärnen, Jämtland
Stor-Valtjärnen är en sjö i Åre kommun i Jämtland och ingår i Indalsälvens huvudavrinningsområde. Sjön har en area på 0,472 kvadratkilometer och ligger 467,6 meter över havet. Sjön avvattnas av vattendraget Kvarnbäcken.

## Delavrinningsområde
Stor-Valtjärnen ingår i det delavrinningsområde (708735-135752) som SMHI kallar för Utloppet av Stor-Valtjärnen. Medelhöjden är 525 meter över havet och ytan är 2,29 kvadratkilometer. Det finns inga avrinningsområden uppströms utan avrinningsområdet är högsta punkten. Kvarnbäcken som avvattnar avrinningsområdet har biflödesordning 2, vilket innebär att vattnet flödar genom totalt 2 vattendrag innan det når havet efter 374 kilometer. Avrinningsområdet består mestadels av skog (63 procent) och kalfjäll (13 procent). Avrinningsområdet har 0,48 kvadratkilometer vattenytor vilket ger det en sjöprocent på 20,7 procent.